# Zbigniew Frączkiewicz
Zbigniew Frączkiewicz (Grzmiąca, 8 oktober 1946) is een Poolse beeldhouwer.

## Leven en werk
Frączkiewicz werd geboren in Grzmiąca in West-Pommeren en volgde een kunstopleiding in Łódź. Van 1965 tot 1971 studeerde hij beeldhouwkunst bij professor Tadeusz Lodzina aan de kunstacademie van Warschau (Szkoła Sztuk Pięknych w Warszawie). Sinds 1972 doceert hij aan de kunstacademie van Wrocław (Wyższa Szkoła Sztuk Pięknych we Wrocławiu).
De kunstenaar woont en werkt sinds 1989 in de plaats Szklarska Poręba in het Reuzengebergte.

## Werken (selectie)
- 1984 Head, beeldenpark Polish Sculpture Center in Orońsko
- 1985 Eisenmann, Mainzer Brückenturm in Mainz
- 1991/92 Monument voor de slachtoffers van 31.09.1982 in Lubin
- 1996 Menschen aus Eisen, Hattingen
- 1999 Wir vom XX. Jahrhundert, Albert-Einstein-Gymnasium in Berlijn (geplaatst in 2001)
- 2005 Swinster, Gorzów Wielkopolski
- 2007 Wóz (graniet), Garten Stadtmuseum in Hattingen

## Fotogalerij

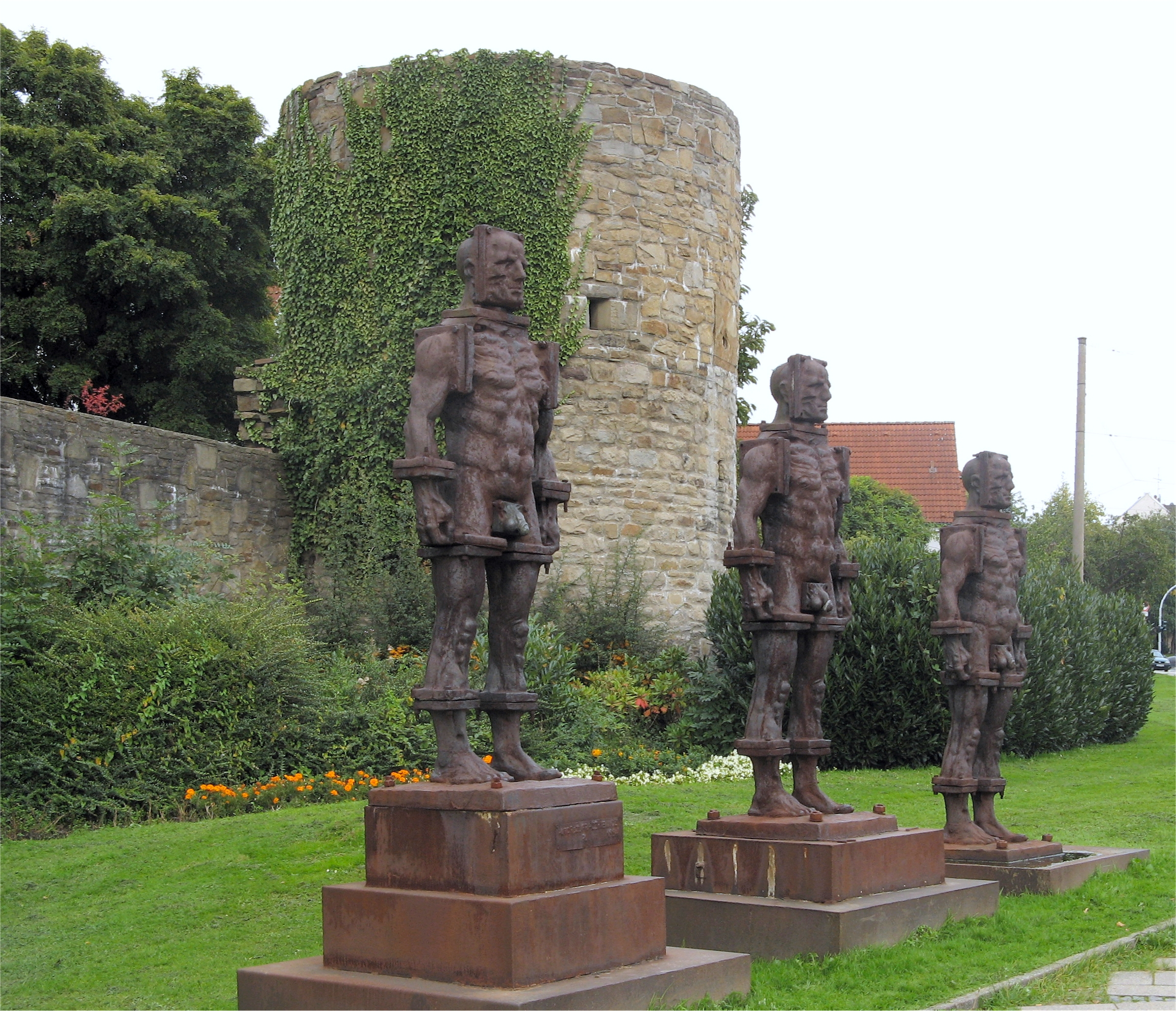
Menschen aus Eisen, Hattingen
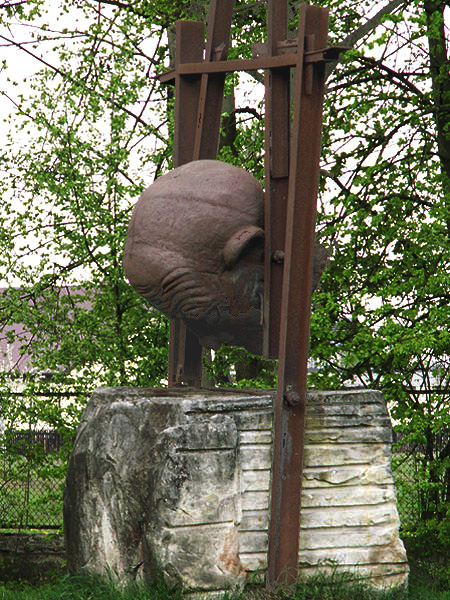
Orońsko
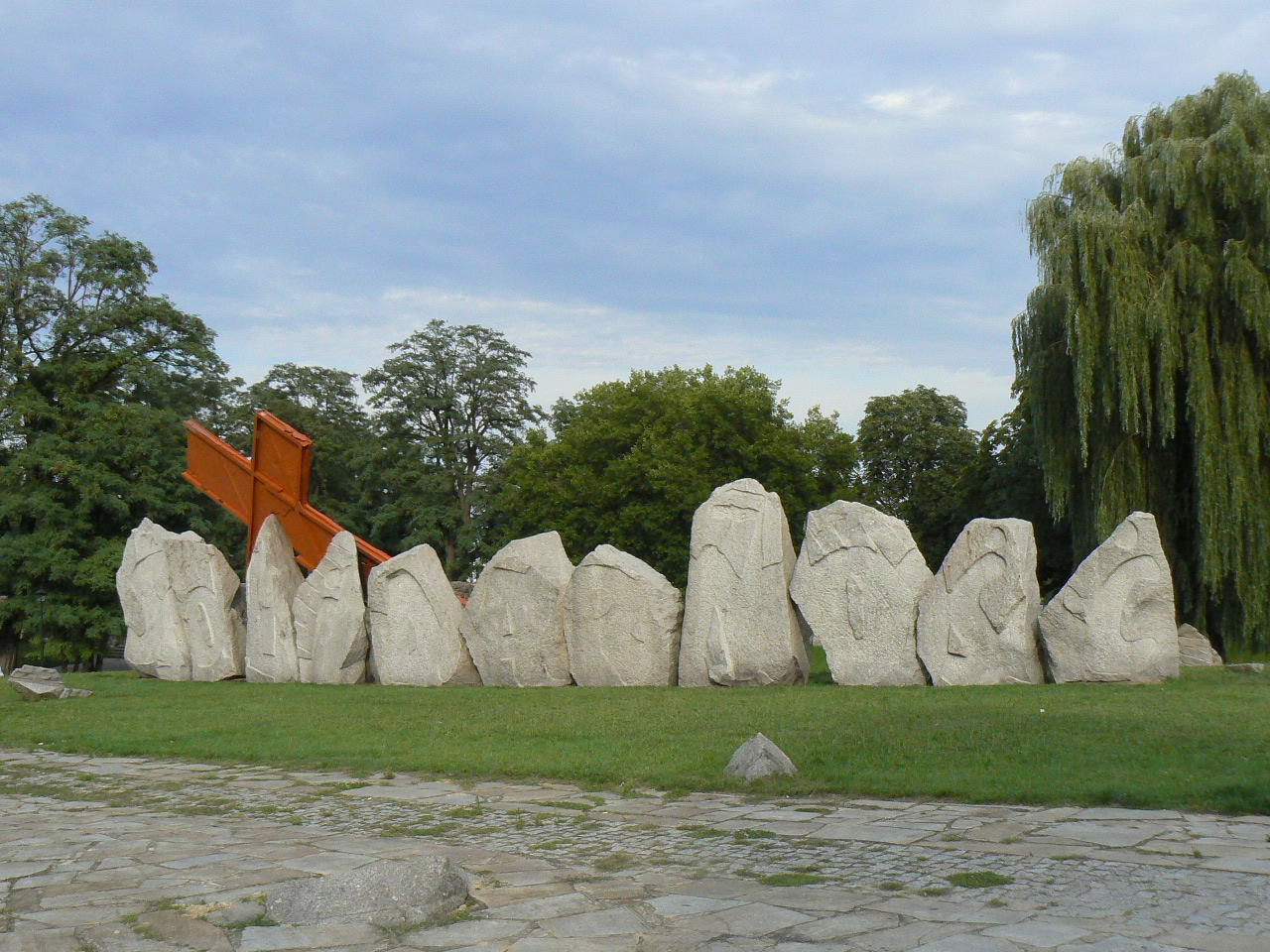
Monument in Lubin
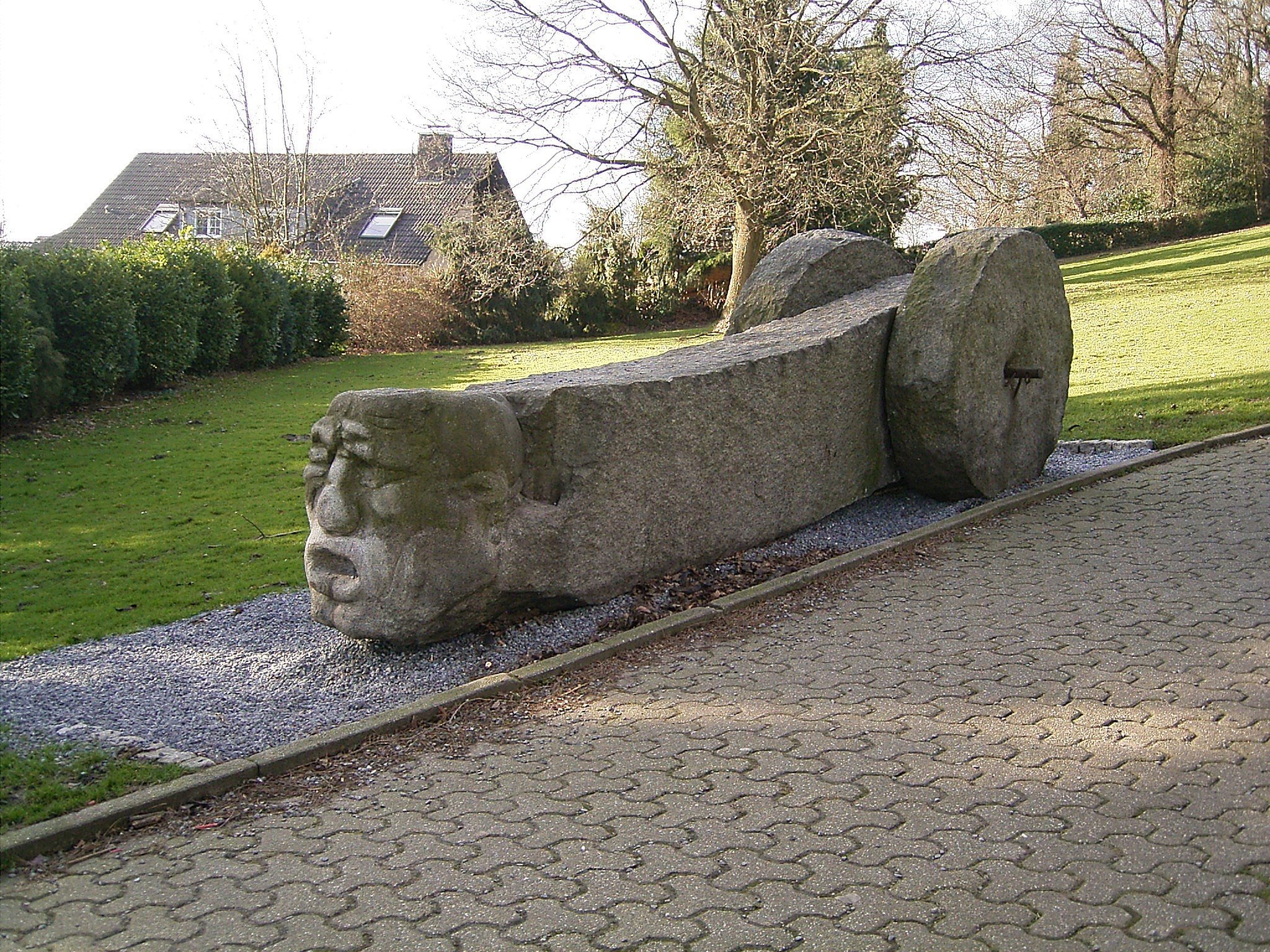
granietsculptuur in Hattingen